# Sergei Fjodorowitsch Achromejew

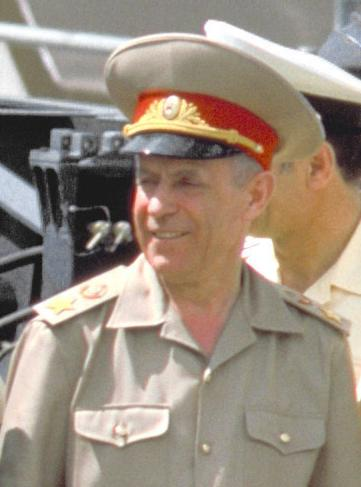
Marschall Sergei Fjodorowitsch Achromejew (1988)

Sergei Fjodorowitsch Achromejew (russisch Сергей Фёдорович Ахромеев; englisch Sergei Feodorovich Akhromeev; * 5. Mai 1923 im Dorf Windrei bei Spassk, Gouvernement Tambow, heute Mordowien; † 24. August 1991 in Moskau) war ein sowjetischer Militär und Marschall der Sowjetunion. Zudem wurde ihm der Ehrentitel „Held der Sowjetunion“ verliehen.

## Biografie

### Aufstieg
Achromejew stammte aus einer tatarischen Bauernfamilie. Er diente seit 1940 in der Roten Armee. Nachdem er das erste Studienjahr am Leningrader Marineinstitut absolviert hatte, kämpfte er im Sommer 1941 als junger Offizieranwärter während des Zweiten Weltkriegs im eingeschlossenen Leningrad. Im Jahre 1942 absolvierte er die Infanteriehochschule in Astrachan und 1945 die Infanteriehochschule in Stalingrad.
Von Oktober 1942 bis Februar 1943 war er Kommandeur eines Zuges der Marineinfanterie, anschließend Adjutant bzw. Chef des Bataillonsstabes. Ab Juli 1944 war er Kommandeur eines Bataillons von Schützen einer Artilleriebrigade. Er kämpfte während des Großen Vaterländischen Krieges an der Leningrader, Stalingrader, der Südfront und der 4. Ukrainischen Front, zuletzt bei Berlin. 1943 wurde er Mitglied der KPdSU. Am Ende des Krieges wog Achromejew noch 38 Kilogramm.
Nach dem Krieg wurde er Kommandeur verschiedener Panzerbataillone, bevor er 1952 die Militärakademie der Panzertruppen abschloss. Danach war er Stabschef etlicher Panzerregimenter und von 1955 bis 1957 Kommandeur eines Panzerregiments. Seit 1957 war Achromejew Kommandeur einer motorisierten Schützendivision, danach Stabschef einer Panzerdivision. Von 1960 bis 1964 war er Kommandeur einer Panzerdivision des Weißrussischen Militärbezirks, danach Leiter einer Ausbildungsstätte für Panzerkommandeure. Nach dem Abschluss der Akademie des Generalstabs im Jahre 1967 wurde er Generalmajor und fungierte als Erster Stellvertretender Kommandeur und seit 1968 als Kommandeur einer Armee. Von 1972 bis 1974 war er Erster Stellvertretender Kommandeur des Fernöstlichen Militärbezirks und gleichzeitig Stabschef des Militärbezirks.

### In führender Stellung
Von 1974 bis 1977 war der strategisch und konzeptionell denkende und weitsichtige Achromejew Leiter der Operativen Hauptverwaltung des Generalstabs der Streitkräfte der Sowjetunion und Stellvertreter des Generalstabschefs und von 1979 bis 1984 Erster Stellvertretender Generalstabschef als Nachfolger Michail I. Koslows, der erbitterten Widerstand gegen den SALT-II-Vertrag leistete. Dem Afghanistan-Einsatz gegenüber blieb Achromejew skeptisch. Am 7. Mai 1982 verlieh man ihm die Auszeichnung „Held der Sowjetunion“ (Verleihungsnummer 11473) und 1983 wurde er zum Marschall der Sowjetunion ernannt.
1983 vertrat Achromejew sehr maßvolle Positionen bei den Genfer Verhandlungen zur Abrüstung von Mittelstreckenraketen, die dann wegen des NATO-Doppelbeschlusses abgebrochen wurden. Am 6. September 1984, ein Jahr nach dem Abschuss eines koreanischen Jumbojets über Sachalin, nachdem Marschall Nikolai Ogarkow nach Auseinandersetzungen mit Verteidigungsminister Ustinow ausscheiden musste, folgte er ihm im Amt als 24. Chef des Generalstabes. Er war zugleich von 1984 bis 1988 Erster Stellvertretender Verteidigungsminister der UdSSR (Minister: 1984 bis 1987 Marschall Sokolow, ab 1987 Marschall Jasow).
Im Unterschied zu Ogarkow glaubte Achromejew nicht an die Möglichkeit, einen Atomkrieg führen zu können und sah in dessen Abwendung eine wichtige Aufgabe der Großmächte. Bereits 1983 soll er diese Auffassung der Washington Post mitgeteilt haben.
Maßgeblich nahm er mit dem sowjetischen Unterhändler Juli Kwizinski und dem US-Diplomaten Paul H. Nitze an den Verhandlungen über eine nukleare Abrüstung bei den Mittelstreckenraketen (INF-Vertrag) teil. Durch die Gipfeltreffen von Genf (1985) und Reykjavík (1986), den Moskaubesuch von US-Außenminister George Shultz (1987) und den Staatsbesuch Gorbatschows (1987) in Washington konnten entscheidende Schritte für eine nukleare Abrüstung und für eine Entspannung zwischen der UdSSR und den USA erreicht werden.
Nach seinem Ausscheiden als Generalstabschef (Nachfolger: Armeegeneral Moisejew), war er ab 1990 Militärberater des Generalsekretärs der KPdSU Michail Gorbatschow, obwohl er dessen Politik ablehnte. Bei den Verhandlungen zur deutschen Wiedervereinigung sprach er sich gegen eine NATO-Mitgliedschaft Deutschlands aus (Zitat vom 13. März 1990: „Ich meine, dass das künftige vereinigte Deutschland keinem Militärbündnis angehören darf, nicht der NATO und auch nicht der Organisation des Warschauer Vertrages. Die Sowjetunion ist dagegen, dass das einheitliche Deutschland NATO angehört, weil sie kein Anhänger der Verstärkung des Militärbündnisses jener Staaten ist, die sie bisher als ihren potentiellen Gegner betrachten.“).

### Sympathie mit dem Augustputsch und Tod
Während des Putschversuches einer konservativen Führungsgruppe aus Partei und Regierung gegen Gorbatschow im August 1991 kehrte er aus seinem Urlaub in Sotschi zurück und bot den Putschisten seine Unterstützung an. Nach dem Scheitern des Putsches, bei dem er allerdings keine Rolle gespielt hatte, beging er in seinem Arbeitszimmer im Kreml Suizid. In einem von mehreren Abschiedsbriefen erklärte er, dass er nicht mit dem Zerfall des Systems, dem er gedient habe, leben könne.
Kurz nach seinem Tod gab es Spekulationen, dass der Suizid und die Abschiedsbriefe gefälscht seien und er in Wirklichkeit ermordet wurde.

Kurz nach seiner Beerdigung wurde sein Grab geschändet und seine Uniform und die Orden, mit denen er begraben worden war, wurden geraubt. Die Täter konnten nicht gefasst werden.

## Ehrungen (Auswahl)
- Held der Sowjetunion (7. Mai 1982) (Verleihungsnummer 11473)
- Leninpreis, 1981
- vier Leninorden
- Orden der Oktoberrevolution
- Zwei Orden des Roten Sterns
- Orden des Vaterländischen Krieges, Erste Stufe
- DDR: Medaille der Waffenbrüderschaft in Gold, 1980
- viele sowjetischen Medaillen sowie und Orden und Medaillen mehrerer anderer Staaten